# Letterkenny
Letterkenny (Leitir Ceanainn en irlandès que vol dir turó dels O'Cannons) és una ciutat d'Irlanda, a la regió de l'Ulster i la ciutat més important del comtat de Donegal. Es troba als marges del lough Swilly a l'est de Donegal. Letterkenny, junt amb la ciutat de Derry, forma el major nucli econòmic del nord-oest de l'illa d'Irlanda.

## Història
La moderna ciutat de Letterkenny aparegué com un centre comercial al començament del segle xviii, durant la Colonització de l'Ulster. Pot ser que s'hagi establert en el lloc d'un assentament gaèlic anterior. Va ser el primer punt per creuar el lough Swilly. En el passat recent, Letterkenny va ser un poble eminentment agrícola, envoltat per una extensa ramaderia d'ovelles quan Conwall (3 km a l'oest de Letterkenny) era el centre eclesiàstic i portuari. Les aigües de l'Atlàntic encara no s'havien retirat de la conca del Swilly, i l'estuari arribava fins a New Mills - prova d'això es pot trobar en les planures al·luvials entre el nucli antic i Port Road.
Rory O'Cannon, darrer cabdill del clan O'Cannon, fou assassinat en 1248. Godfrey O'Donnell succeí Rory O'Cannon com a rei de Tír Conaill. Es va enfrontar al senyor normand Maurice FitzGerald, 2n Senyor d'Offaly a la batalla de Credan al nord de l'actual comtat de Sligo en 1257 en la que tots dos foren malferits - Fitzgerald va morir poc després. Godfrey (també va morir a causa de les ferides) es retirà al crannóg a Lough Beag (Gartan Lake). Aleshores els O'Neill de Tyrone demanaren submissió, ostatges i promeses de la Cenél Conaill, ja que no tenien cap cabdilol des de la mort de Godfrey. Godfrey convocà les seves forces i els dirigí ell mateix, tot i convaleixent de les ferides. O'Neill i els seus homes foren totalment derrotats a Swilly en 1258. Tanmateix Godfrey va morir després de la batalla i fou enterrat al cementiri de Conwall. Un taüt amb llosa en forma de creu marca la seva tomba.
El retrocés de les aigües de l'Atlàntic cap a l'est facilità la construcció de ponts i el desenvolupament d'activitats econòmiques. Arran de la Colonització de l'Ulster (que va començar al voltant de 1609), quan l'àrea va ser concedida a l'escocès Patrick Crawford. La ciutat fou rellançada per Sir George Marbury, casat amb la vídua de Patrick Crawford, qui havia mort sobtadament durant una visita a la seva Escòcia natal.
Durant la Rebel·lió irlandesa de 1798, el 12 d'octubre, un contingent de 3.000 francesos amb Wolfe Tone, va tractar de desembarcar al comtat de Donegal a prop de Lough Swilly. Van ser interceptats per la marina britànica i finalment es van rendir després d'una batalla de tres hores sense desembarcar mai a Irlanda. Després que Wolfe Tone va ser capturat va passar un temps a l'hotel de Laird (davant de la plaça del mercat) al carrer principal de Letterkenny abans de ser traslladat a la presó de Derry. Més tard va ser jutjat per un tribunal militar a Dublín i declarat culpable. Es va suïcidar a la presó.
Letterkenny aconseguir la categoria de ciutat en la dècada de 1920 arran de la partició d'Irlanda. Quan la lliura irlandesa va substituir la lliura esterlina al comtat de Donegal el 1928, molts bancs irlandesos que tenien sucursals a Derry (en la nova Irlanda del Nord) va obrir sucursals a Letterkenny.

## Agermanaments
- Elizabethtown (Pennsilvània)
- Wieluń
- Derry